# Alona bicolor
Alona bicolor är en kräftdjursart som beskrevs av Frey 1965. Alona bicolor ingår i släktet Alona och familjen Chydoridae. Inga underarter finns listade i Catalogue of Life.